# Albert Charles Seward
Albert Charles Seward (Lancaster, 1863 - 1941) was een Engels botanicus en geoloog aan de Universiteit van Cambridge. Hij werkte er als lector (1890) en als hoogleraar plantkunde (1906-1936).

## Werk
Seward bewerkte samen met Charles Darwins zoon Francis de correspondentie van diens vader tot de boeken More letters of Charles Darwin deel één en twee (1903-1905). Samen met Dukinfield Henry Scott was hij een van de grote namen van zijn tijd in de paleobotanie.
Seward werd in 1898 verkozen tot Fellow of the Royal Society en ontving in 1934 diens Darwin Medal. Eerder kreeg hij al de Murchison Medal (1908), de Royal Medal (1925) en de Wollaston Medal (1930). Seward werd in 1936 geridderd. De auteursafkorting Seward wordt gebruikt om hem aan te duiden wanneer er een botanische naam geciteerd wordt.

## Opleiding
Seward volgde zijn opleiding aan St.Johns College van de Universiteit van Cambridge. Daarvoor zat hij op de Lancaster Grammar School.